# Simona Semenič
Simona Semenič, slovenska pisateljica in gledališka ustvarjalka, * 16. julij 1975, Postojna.

## Življenje in delo
Odraščala je v Ajdovščini, nato pa je šla študirat v Ljubljano. Diplomirala je iz dramaturgije na Akademiji za gledališče, radio, film in televizijo v Ljubljani.
Je dobitnica nagrade Prešernovega sklada za ustvarjalni opus v letih 2016–2018, nagrade Modra ptica in Zlata hruška za roman Skrivno društvo KRVZ in treh Grumovih nagrad za besedila 5fantkov.si, 24ur in Sedem kuharic, štirje soldati in tri Sofije.  Besedila 1981, To jabolko, zlato, Ti si čudež in Lepe Vide lepo gorijo pa so bila za isto nagrado nominirana. To jabolko, zlato je bilo leta 2020 nominirano tudi za Cankarjevo nagrado. Njena besedila so prevedena v dvaindvajset jezikov in uprizorjena in objavljena v več evropskih državah, v ZDA, Južni Ameriki in na Bližnjem vzhodu. Uprizoritve njenih besedil so prejele več nagrad tako v Sloveniji kot tudi v tujini. Med ostalimi njenimi dramskimi deli so Nisi pozabila, samo ne spomniš se več, Gostija, Vsega je kriv Boško Buha, Prilika o vladarju in modrosti ali Medtem ko skoraj rečem še, Mi, evropski mrliči, Jerebika, štrudelj, ples pa še kaj, Zadnje ljubezensko pismo in Ni to to.
Simona tudi režira in nastopa v performansih, kot so 9 lahkih komadov (2007, z umetniško skupino PreGlej), Jaz, žrtev. (2007), Še me dej (2009), 43 srečnih koncev (2010, z umetniško skupino PreGlej), Kapelj in Semenič v sestavljanju (2012, z Barbaro Kapelj), Semenič in Bulc naprodaj (2013, z Maretom Bulcem),  Drugič (2014), Do zadnjega (2018), Lepa kot slika (2020). S svojimi performansi je gostovala na številnih festivalih tako doma kot v tujini.
Njena dela so izšla v knjigah Tri igre za punce (Beletrina, 2020),1981 (JSKD, 2020), Skrivno društvo KRVZ (Mladinska knjiga, 2020), Can You Hear Me? (Integrali, 2019), Me slišiš? (KUD AAC Zrakogled, 2017) in Tri drame (Beletrina, 2017).
Na polju vizualne umetnosti se je v različnih galerijah v Sloveniji predstavila kot soavtorica del Zapis celote (2009-2018) in janezove sanjarije (2020).

## Drame
- Lepe vide lepo gorijo (2020)
- Spročeno (2020), kratka igra
- Nebo (2020), kratka igra
- Ni to to (2019)
- Ti si čudež (2018)
- Zadnje ljubezensko pismo (2017), kratka igra
- Jerebika, štrudelj, ples pa še kaj (2017)
- To jabolko, zlato (2016)
- Mi, evropski mrliči (2015)
- Drugič (2014), avtobiografski besedni solo
- 7 kuharic, 4 soldati in 3 sofije (2014)
- 1981 (2013)
- Medtem ko skoraj rečem še ali prilika o vladarju in modrosti (2011)
- Vsega je kriv boško buha (2011), kratka igra
- Gostija (2010)
- Še me dej (2009), avtobiografska igra
- 5fantkov.si (2008)
- Jaz, žrtev. (2007), avtobiografski besedni solo
- Nisi pozabila, samo ne spomniš se več (2007)
- Let nad kukavičjim gnezdom (2007), redimejd
- Obisk (2007), kratka igra
- 24 ur (2006)
- Ljubi Vili (2005), kratka igra
- Nogavice (2005), kratka igra

## Avtorske predstave
- Me, čarovnice  (Mesto žensk, Integrali društvo, 2021)
- Lepa kot slika (Mesto žensk, Integrali društvo, 2020)
- Do zadnjega (Mesto žensk, Integrali društvo, 2018)
- Drugič (Mesto žensk, Integrali društvo, 2014)
- Bulc in semenič na prodaj (Integrali društvo, 2013) _ v sodelovanju z Maretom Bulcem
- Kapelj in semenič v sestavljanju (Integrali društvo, 2012) _ v sodelovanju z Barbaro Kapelj
- 43 srečnih koncev LJ (Integrali društvo, 2010) _ v okviru skupine PreGlej
- Še me dej (Integrali društvo, Glej, 2009)
- Jaz, žrtev. (Mesto žensk, 2007)
- Devet lahkih komadov (Integrali društvo, 2007) _ v okviru skupine PreGlej

## Priredbe in soavtorstvo
- Skrivno društvo KRVZ (2022) - priredba lastnega romana za gledališko igro
- Divjak (2015) – priredba romana Erlenda Loeja v soavtorstvu z Milanom Markovićem Matthisem
- Pepelka (2014) – priredba besedila v soavtorstvu z Branetom Završanom
- Pazi, Pika! (2013) – priredba besedila Dese Muck
- Ubij me nežno (2012) – priredba scenarija Frančka Rudolfa
- Srečni konci (2011) – besedilo v soavtorstvu z Milanom Markovićem Matthisem
- Kdo je naslednji (2011) – besedilo v soavtorstvu z Janezom Janšo in igralsko zasedbo
- To sem jaz, kdo si pa ti (2010) – v soavtorstvu s skupino PreGlej
- Iz principa (2009) – besedilo v soavtorstvu z Juretom Novakom in igralsko zasedbo
- Blind.ness (2008) – besedilo v soavtorstvu z Ivanom Talijančićem in igralsko zasedbo
- Malfi (2008) – priredba Vojvodinje Malfijske Johna Websterja, v soavtorstvu z Ivanom Talijančićem in igralsko zasedbo
- ... she said (2005) – besedilo v soavtorstvu z Ivanom Talijančićem in igralsko zasedbo
- Solo brez talona (2003) – v soavtorstvu z Rokom Vevarjem
- Polna pest praznih rok (2001) – v soavtorstvu z Rokom Vevarjem

## Režije
- Andrej E. Skubic: Hura, Nosferatu! (Zavod Neta, SNG Nova gorica, SMG, 2015)
- Marijs Boulogne: Večna medikacija (Mesto žensk, 2006)

## Dramaturgije
- Skrivno društvo KRVZ (LGL, 2022)
- Tri psice, dva planeta, ena raketa (Emanat, 2014)
- Bliss (Bunker, 2010)
- Beraška opera (Cantabile 2, 2008)
- A.C.T. Metelkova (Mesto žensk, 2005)
- Kartografija celovečernih slik (Maska, 2005)
- Črna kuhna (Mini teater, 2004)
- Cleansed (Exodos, 2003)

## Nagrade
- 2022 – Cankarjeva nagrada za književnost za Tri igre za punce
- 2021 – zlata hruška za knjigo Skrivno društvo KRVZ
- 2020 – modra ptica za knjigo Skrivno društvo KRVZ[16]
- 2018 – nagrada Prešernovega sklada za ustvarjalni opus zadnjih dveh let
- 2015 – Grumova nagrada za Sedem kuharic, štirje soldati in tri sofije
- 2010 – Grumova nagrada za 24ur
- 2009 – Grumova nagrada za 5fantkov.si